# Bazaicha
La Bazaicha (in russo Базаиха?) è un fiume della Russia siberiana orientale, affluente di destra dell'Enisej. Scorre nei rajon Manskij e Berëzovskij del Territorio di Krasnojarsk e nel distretto della città di Krasnojarsk.
Il fiume scorre in direzione nord-occidentale. Ha una lunghezza di 128 km e il suo bacino è di 1 000 km². Sfocia nell'Enisej a 2 468 km dalla foce nella parte occidentale della città di Krasnojarsk. Il fiume scorre attraverso un terreno simile a un canyon, entrambe le sponde sono ripide. 
Il fiume è adatto per il rafting turistico durante l'alluvione primaverile. Il percorso di II categoria di complessità parte dal 
villaggio di Erlykovka.

## Itttiofauna
Ci sono molte specie di pesci nel fiume, tra cui: taimen, lenok, temolo artico, luccio, pesce persico, acerina, leucisco, gobione, bottatrice.